# Xã Doon, Quận Lyon, Iowa
Xã Doon (tiếng Anh: Doon Township) là một xã thuộc quận Lyon, tiểu bang Iowa, Hoa Kỳ. Năm 2010, dân số của xã này là 1.094 người.